# Monte Mongioie
Monte Mongioie (někdy lokálně Mungiòia, dříve též Cima Rascaira, 2630 m n. m.) je hora v Ligurských Alpách. Leží na území Itálie v regionu Piemont. Jedná se o druhou nejvyšší horu Ligurských Alp. Na vrchol je možné vystoupit od chat Rifugio Havis De Giorgio a Rifugio Mongioie. Hora se nachází východně od Punta Marguareis.